# Francisco de Ovando
Francisco de Ovando o  Francisco de Ovanda (siglo XVI) fue un religioso español de la orden franciscana, que fue preconizado en 1577 para ser obispo de Trujillo en el Perú, pero no llegó a concretarse su nombramiento.
El papa Gregorio XIII, mediante la bula Illius fulciti praesidio, del 15 de abril de 1577, había creado las diócesis de Arequipa y Trujillo, nombrando como primer obispo de esta última al monje jerónimo Alonso Guzmán y Talavera, pero este, después de ser consagrado, renunció. Fue entonces cuando fue elegido en su reemplazo Francisco de Ovando, quien tampoco pudo tomar posesión de su sede, pues, por razones desconocidas, se fue dilatando la instalación del obispado trujillano, hasta que el 29 de octubre de 1609, el papa Paulo V, con su autoridad apostólica, confirmó la bula de su predecesor. Pero ya para entonces Ovando había fallecido y el nuevo elegido para ser el primer obispo de Trujillo fue el novohispano Jerónimo de Cárcamo, quien falleció durante el viaje a su sede, en 1612. La vida institucional de la diócesis trujillana empezó el 3 de marzo de 1616, cuando fray Francisco Díaz de Cabrera y Córdoba tomó posesión de la silla.